# Master of Health Science
O Master of Health Science (M.H.Sc.)  (em português:  Mestrado em Ciências da Saúde ) é um mestrado acadêmico  especializado em saúde pública com aplicação  em  pesquisa científica  e da área específica de estudo  clínico ou laboratório.